# Второй раздел Бенгалии
Второй раздел Бенгалии (1947 год) — окончательный раздел историко-культурной области Бенгалия, входившей в состав бывшей Британской Индии, между обретшими независимость от Великобритании Индией с преобладающим индуистским населением и Пакистаном, где преобладали мусульмане. Второй раздел Бенгалии пришёлся на 1947 год, когда Индия обрела независимость и Бенгалия была во второй раз разделена на две части по религиозному признаку. Восточная часть Бенгалии, где преобладали мусульмане, отошла к Восточному Пакистану (позже превратившись в независимый Бангладеш), а западная часть с центром в г. Калькутта — к современной Индии. Для справки, первый раздел Бенгалии был инициирован британскими чиновниками в 1905 году и завершился полной неудачей, так как под давлением как индуистских, так и мусульманских народных масс единая Бенгалия была воссоздана уже к 1911 году.

## Последствия
Раздел сопровождался массовыми, в том числе насильственными перемещениями свыше 12 миллионов индусов и мусульман в образованные для них государства. При этом ликвидация индуизма в землях, отошедших к мусульманам, в том числе в Восточной Бенгалии, была более полной, чем ослабление ислама в Индии. Так, доля индусов в Восточном Пакистане упала с 28,0 % в 1941 до 11,2 % в 2001. В самой же Индии несмотря на отток мусульман, их доля вновь начала расти из-за особо высокой рождаемости, с 10,7 % в 1961 до 13,8 % в 2001. До настоящего времени продолжаются религиозные конфликты на почве раздела.